# Mark Blaug
Mark Blaug (ur. 3 kwietnia 1927 w Hadze, zm. 18 listopada 2011 w Dartmouth) – brytyjsko-holenderski ekonomista, wieloletni wykładowca Uniwersytetu Yale, Uniwersytetu Londyńskiego, London School of Economics oraz Uniwersytetu w Buckingham. 

## Życiorys
Był autorem znaczących prac w zakresie metodologii ekonomii i historii myśli ekonomicznej, a także ekonomiki sztuki oraz ekonomiki edukacji.

## Dzieła
- Teoria ekonomii: ujęcie retrospektywne, PWN, Warszawa, 2000
- Metodologia ekonomii, PWN, Warszawa, 1995